# Cầu Mirabeau
Cầu Mirabeau (tiếng Pháp: Pont Mirabeau) là một cây cầu nổi tiếng bắc qua sông Seine thuộc địa phận Paris, Pháp. Được xây dựng từ năm được xây từ năm 1895 đến năm 1897, công trình này nối liền hai quận 15 ở bờ trái và 16 ở bờ phải.
| Métro Paris | Bến tàu điện ngầm: Mirabeau hoặc Javel - André Citroën |

## Lịch sử
Ngày 12 tháng 1 năm 1893 tổng thống Pháp Sadi Carnot ra sắc lệnh xây dựng một cây cầu mới nối liền ngã tư tạo bởi đại lộ Versailles với phố Mirabeau. Công trình này được giao cho kỹ sư Paul Rabel, người chịu trách nhiệm cho các cây cầu của Paris, phụ tá cho ông này là Jean Résal và Amédée d'Alby, công ty thi công công trình là Daydé & Pillé. Cầu được đặt theo tên của Honoré Gabriel Riqueti de Mirabeau, một chính trị gia nổi tiếng của Pháp.
Cầu Mirabeau có một nhịp chính dài 93 m và 2 nhịp phụ dài 32,4 m, chiều dài tổng cộng của cầu là 173 m, chiều rộng là 20 m (12 m đường và 8 m vỉa hè). Hai trụ chính của cầu được thiết kế theo hình con tàu xuôi dòng ở bờ phải và ngược dòng ở bờ trái. Các "con tàu" được trang trí bằng 4 bức tượng của Jean-Antoine Injalbert: "La Ville de Paris" ("Thành phố Paris", mũi tàu bờ phải), "la Navigation" ("Hoa tiêu", đuôi tàu), "l'Abondance" ("Thịnh vượng", mũi tàu bờ trái) và "le Commerce" ("Thương mại", đuôi tàu).

## Cây cầu trong nghệ thuật
Cầu Mirabeau đã được Guillaume Apollinaire dùng làm tên cho bài thơ nổi tiếng của ông trong tập Alcools. Sau đó Brassens đã nhắc tới tác phẩm này trong bài hát Les Ricochets. Marc Lavoine vào năm 2001 cũng sáng tác 1 bài hát có tựa đề "Cầu Mirabeau".
| Le Pont Mirabeau Guillaume Apollinaire Sous le pont Mirabeau coule la Seine Et nos amours Faut-il qu'il m'en souvienne La joie venait toujours après la peine Vienne la nuit sonne l'heure Les jours s'en vont je demeure Les mains dans les mains restons face à face Tandis que sous Le pont de nos bras passe Des éternels regards l'onde si lasse Vienne la nuit sonne l'heure Les jours s'en vont je demeure L'amour s'en va comme cette eau courante L'amour s'en va Comme la vie est lente Et comme l'Espérance est violente Vienne la nuit sonne l'heure Les jours s'en vont je demeure Passent les jours et passent les semaines Ni temps passé Ni les amours reviennent Sous le pont Mirabeau coule la Seine Vienne la nuit sonne l'heure Les jours s'en vont je demeure. | Cầu Mirabeau Phan Cẩm Thịnh dịch Dưới cầu Mirabeau êm đềm trôi dòng Seine Trôi cả tình yêu của anh và em Không biết anh có còn nên nhớ Niềm vui sẽ đến theo sau nỗi ưu phiền. Giờ cứ điểm, đêm cứ đến gần Tháng ngày trôi, đây vẫn còn anh. Mặt đối mặt và tay trong tay nhau Vòng tay ta như cầu Dưới cầu dòng nước chảy Ánh mắt rã rời vì li biệt dài lâu. Giờ cứ điểm, đêm cứ đến gần Tháng ngày trôi, đây vẫn còn anh. Tình ra đi như dòng nước trôi nhanh Tình yêu của em và anh Cuộc đời ơi, sao mà chậm rãi Hy vọng sao mà dữ dội cuồng điên. Giờ cứ điểm, đêm cứ đến gần Tháng ngày trôi, đây vẫn còn anh. Vẫn trôi đều ngày tuần, tháng năm Quá khứ và tình yêu quay trở lại không còn Chỉ một điều không bao giờ thay đổi Dưới cầu Mirabeau êm đềm trôi dòng Seine. Giờ cứ điểm, đêm cứ đến gần Tháng ngày trôi, đây vẫn còn anh. |

## Hình ảnh

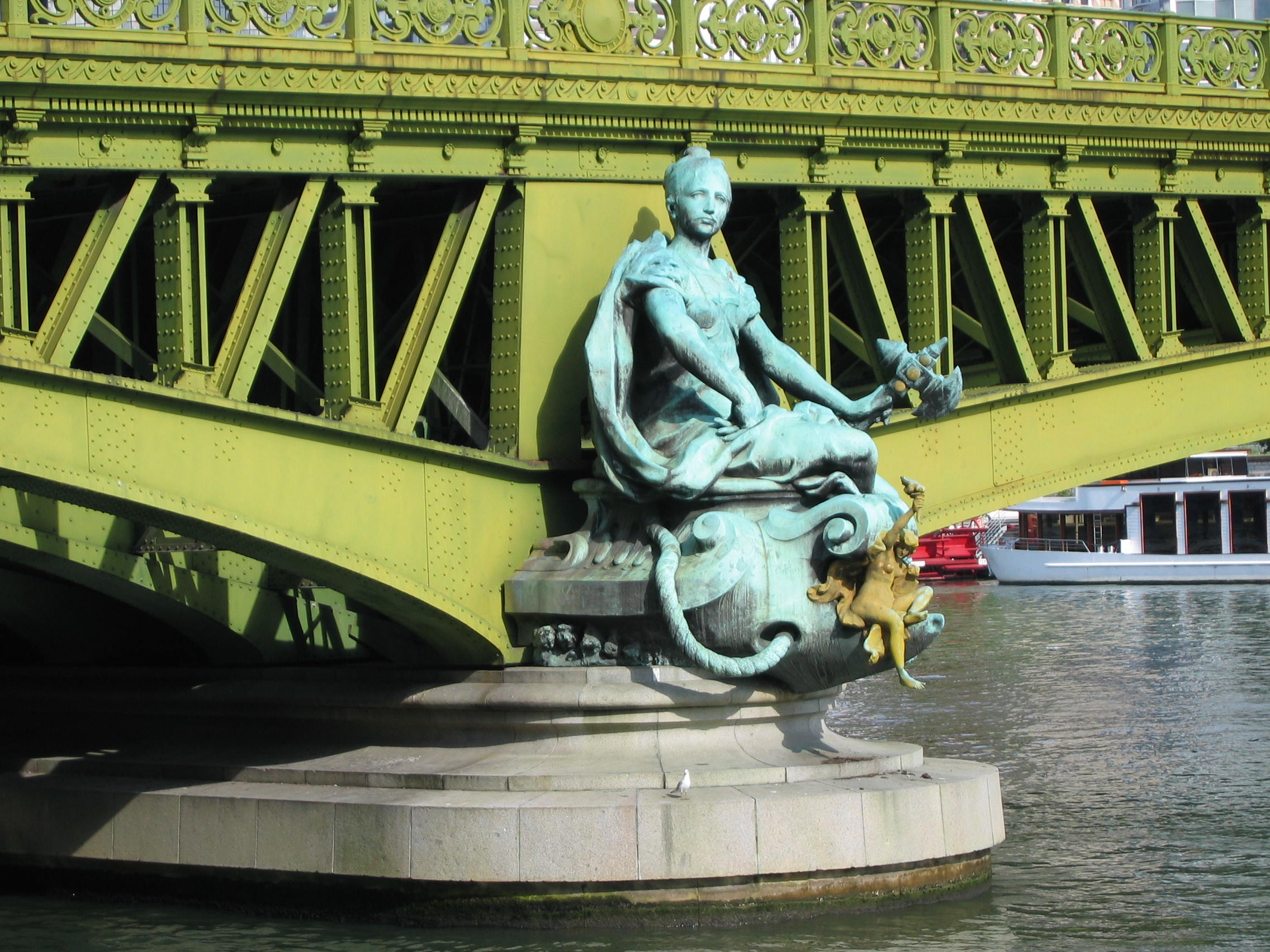
"La Ville de Paris"
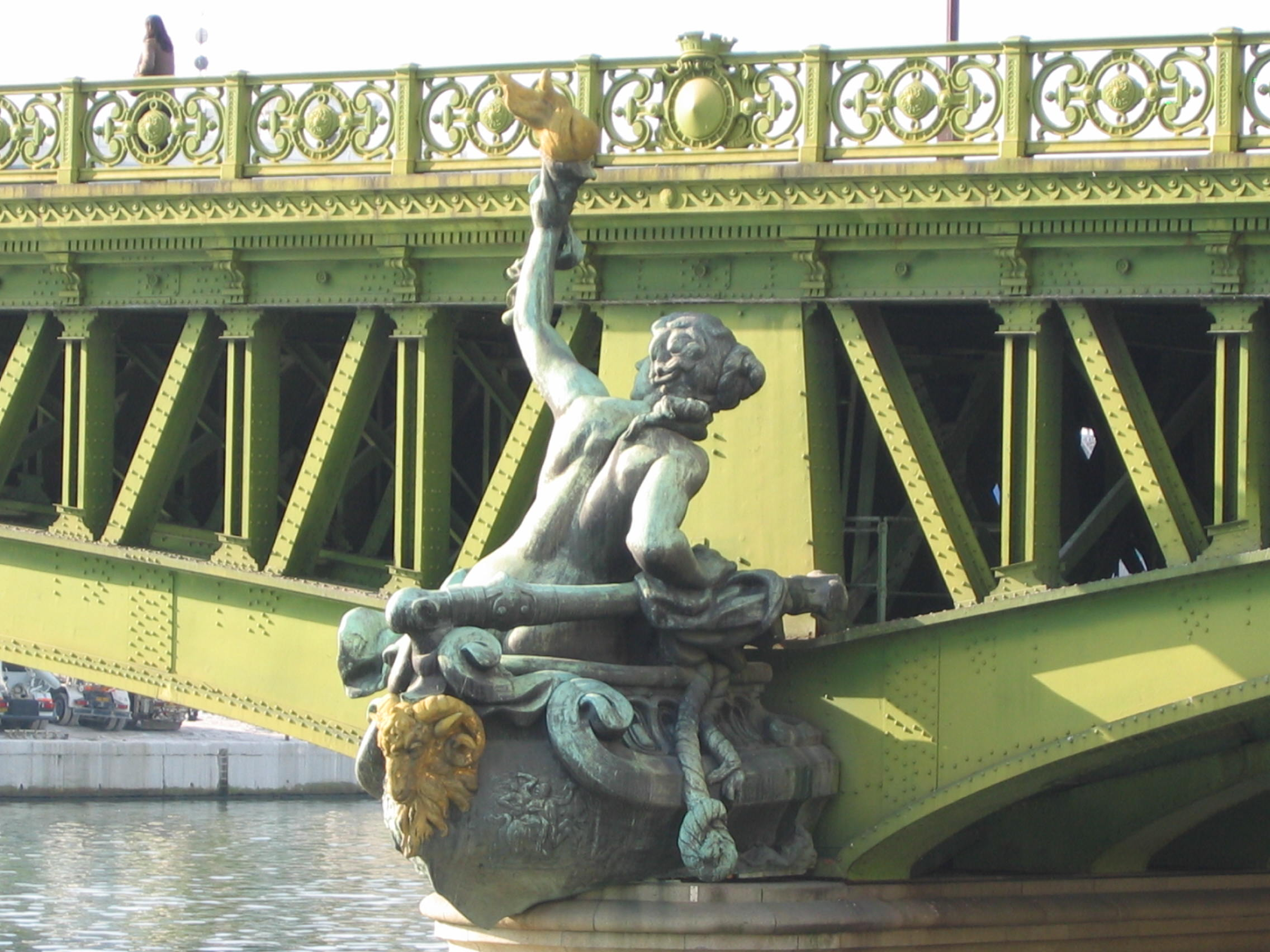
"la Navigation"
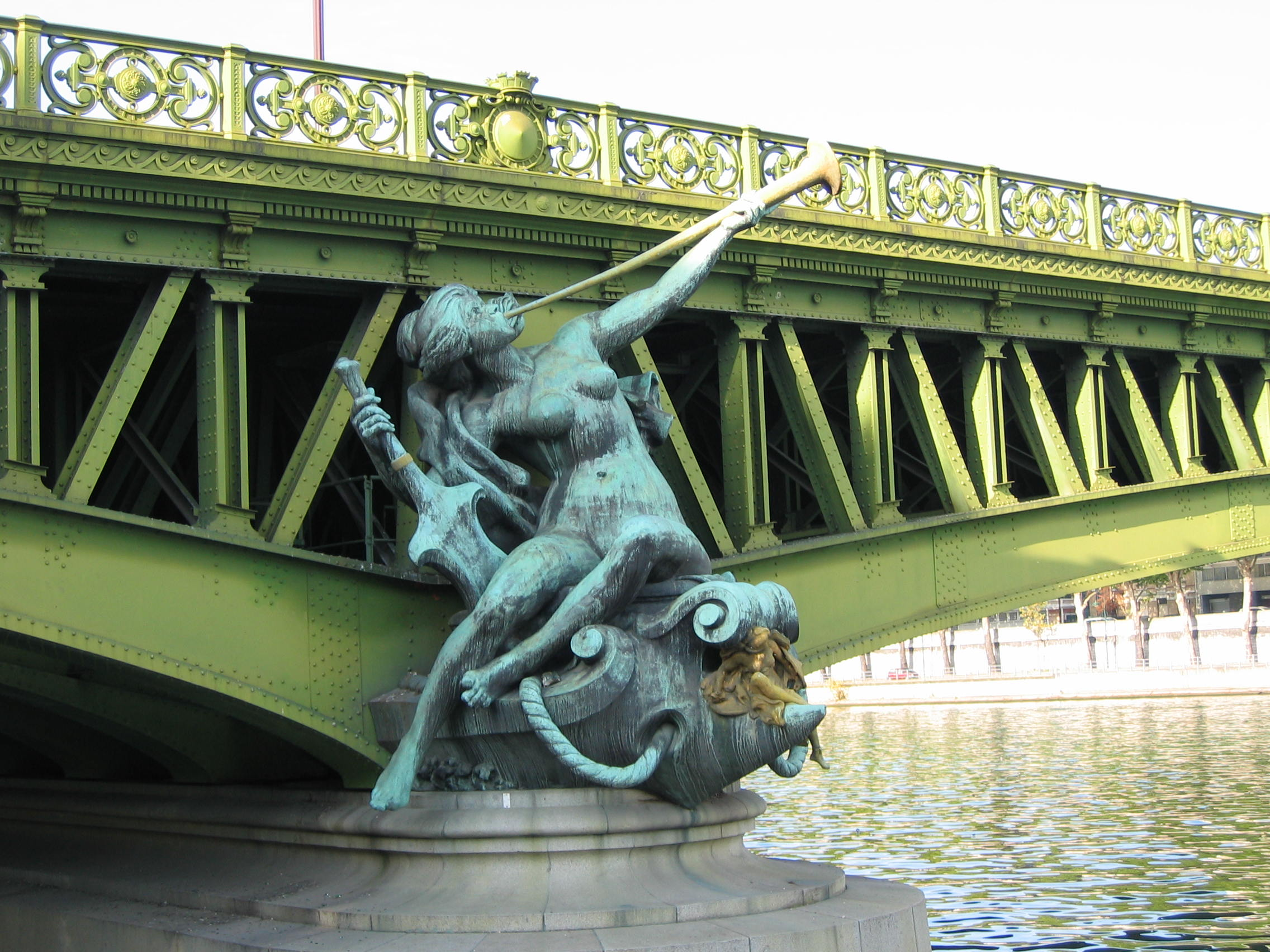
"l'Abondance"
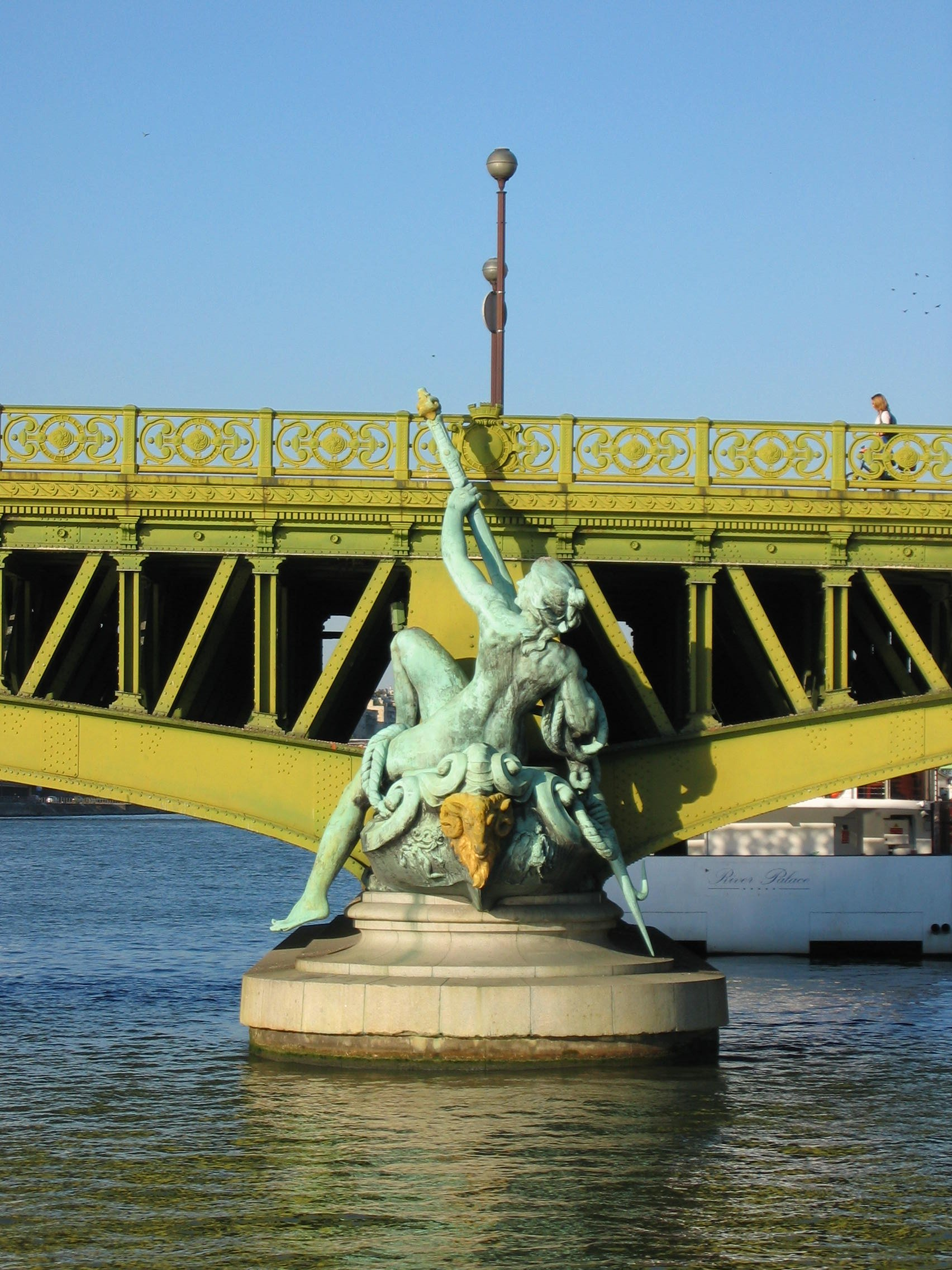
"le Commerce"
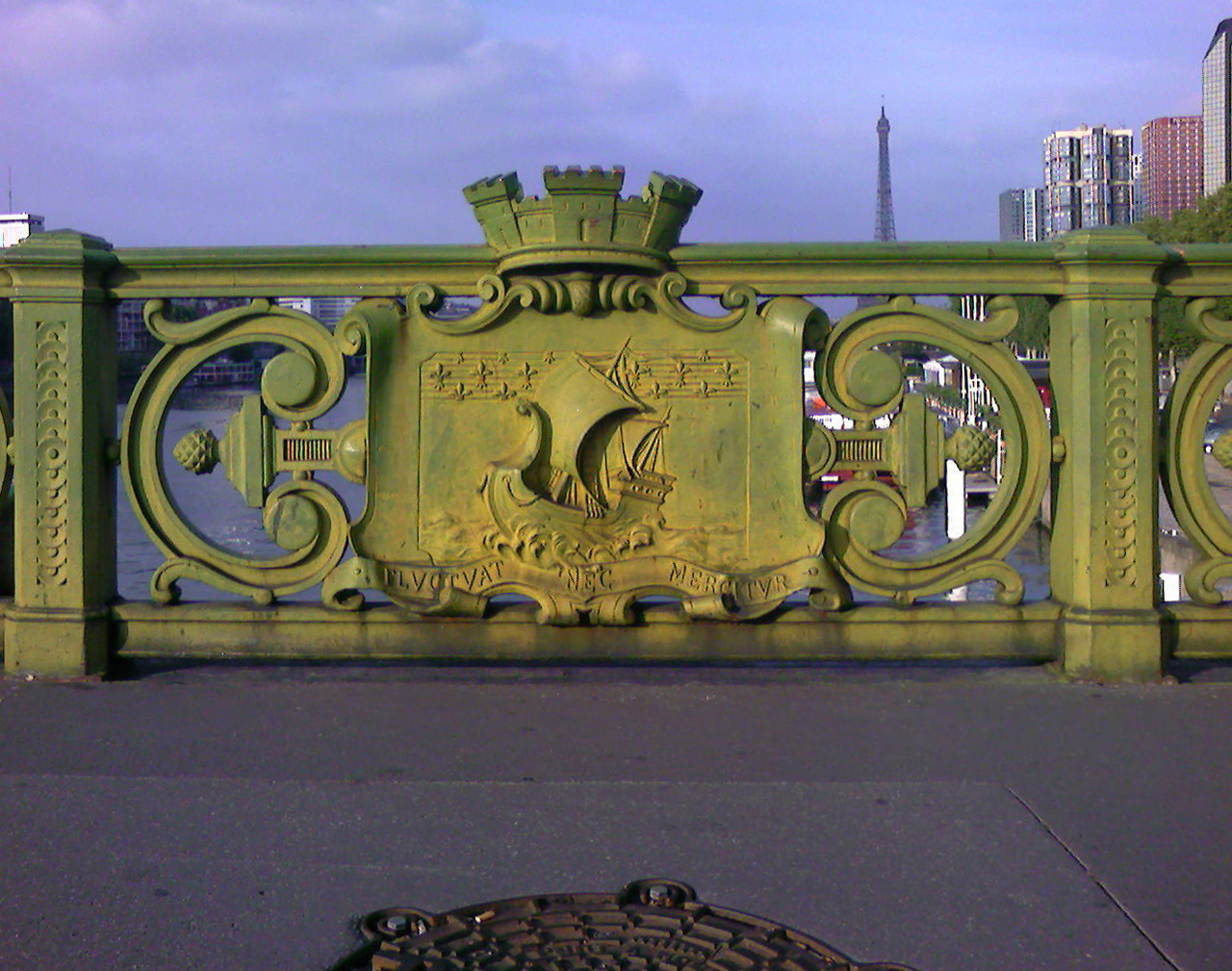
Biểu tượng Paris, có trên mỗi trụ cầu